# Gierman Motowiłow
Gierman Pietrowicz Motowiłow (ros. Герман Петрович Мотовилов, ur. 10 czerwca 1902 w Oczerze w guberni permskiej, zm. 10 marca 1974 w Moskwie) – radziecki polityk, minister gospodarki leśnej ZSRR (1947-1948).
Od marca 1929 członek WKP(b), 1929 ukończył Akademię Leśnotechniczną w Leningradzie, 1931-1934 asystent i docent w tej akademii. 1937-1947 szef Gławlesoochrany Rady Komisarzy Ludowych ZSRR, od 4 kwietnia 1947 do 20 listopada 1948 minister gospodarki leśnej ZSRR. 1949-1953 starszy pracownik naukowy Instytutu Lasu Akademii Nauk ZSRR w Moskwie, 1953-1959 kierownik wydziału Instytutu Lasu AN ZSRR, 1959-1965 kierownik laboratorium w syberyjskim wydziale tego Instytutu w Krasnojarsku, 1965-1966 szef wydziału materiałów leśnych, celulozowych i papierowych Wszechzwiązkowego Instytutu Naukowo-Badawczego w Moskwie, 1966-1967 szef sektora w tym instytucie, od listopada 1967 na emeryturze. Odznaczony Orderem Czerwonego Sztandaru Pracy.